# Conurbación de Latacunga
La Gran Latacunga es una conurbación de Ecuador, con aproximadamente 298.440 habitantes, situada en la provincia de Cotopaxi. Está integrada por las ciudades de Latacunga, Salcedo, Pujilí y Saquisilí y parroquias intermedias y aledañas a mencionadas ciudades. Esta conurbación la conforman las áreas urbanas y periféricas de estas cuatro ciudades que se encuentran muy cercanas y comunicadas entre sí y tienen como eje común el nuevo paso lateral de Latacunga.[cita requerida] Las cuatro ciudades se hallan unidas por la antigua carretera panamericana, la vía Latacunga-Pujilí-La Maná y el nuevo paso lateral que pasa muy cerca de ellas y por vías que interconectan las mismas.

## Demografía

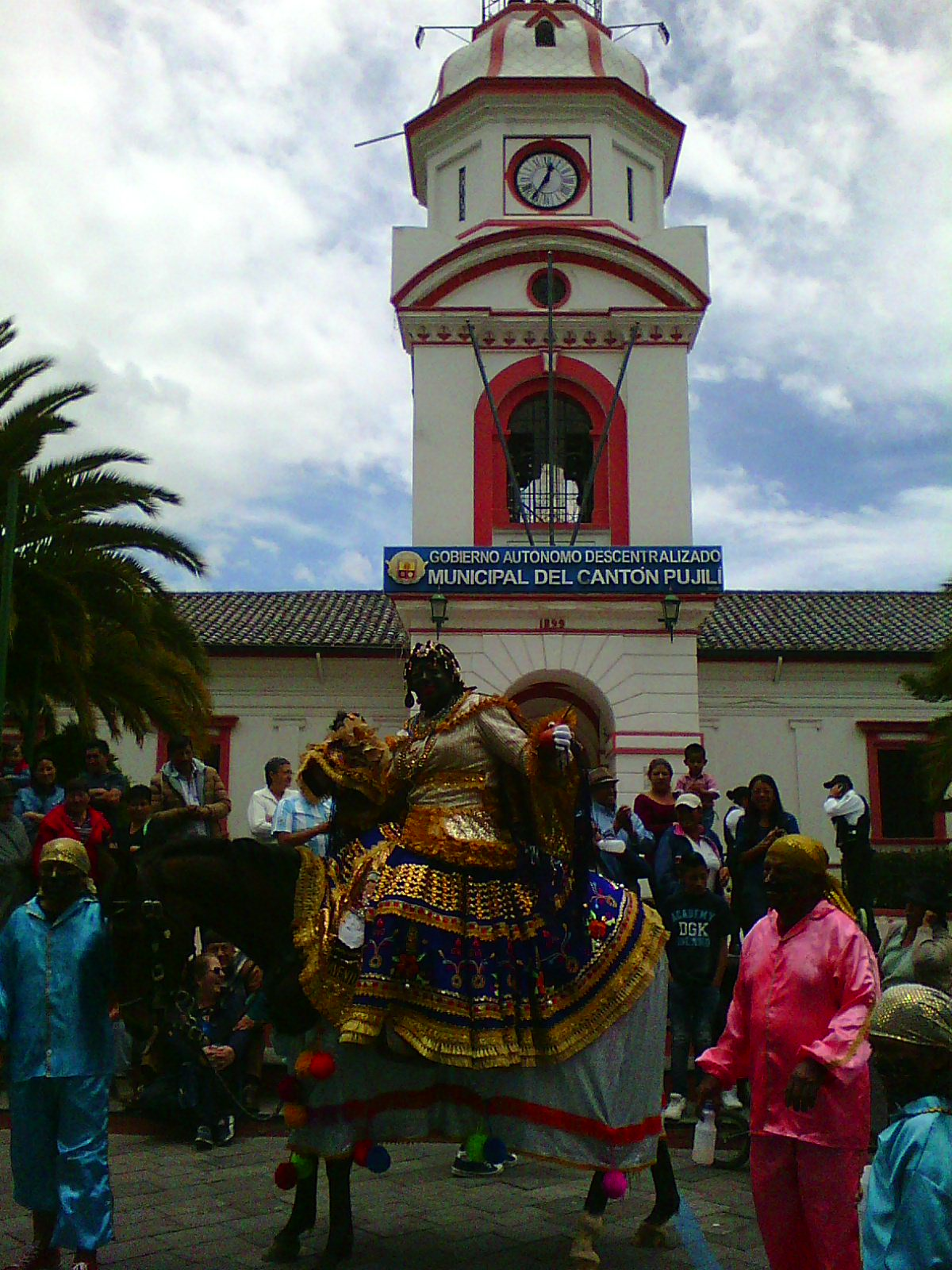
La Mama Negra de Latacunga rinde homenaje a Pujilí.

La población conjunta de las cuatro ciudades y sus áreas periféricas (parroquias) se aproxima a los 298.440 habitantes. La Gran Latacunga (LGL) está conformada por las siguientes parroquias pertenecientes a los cantones de Latacunga, Salcedo, Pujilí y Saquisilí:
| Cantón                                                        | Parroquia              | Población |
| ------------------------------------------------------------- | ---------------------- | --------- |
| [[Archivo:\|20x20px\|border\|Bandera de Latacunga]] Latacunga | Latacunga              | 125.651   |
| [[Archivo:\|20x20px\|border\|Bandera de Latacunga]] Latacunga | 11 de noviembre        | 3.233     |
| [[Archivo:\|20x20px\|border\|Bandera de Latacunga]] Latacunga | Aláquez                | 7.958     |
| [[Archivo:\|20x20px\|border\|Bandera de Latacunga]] Latacunga | Belisario Quevedo      | 7.301     |
| [[Archivo:\|20x20px\|border\|Bandera de Latacunga]] Latacunga | Guaytacama             | 15.158    |
| [[Archivo:\|20x20px\|border\|Bandera de Latacunga]] Latacunga | Joseguango Bajo        | 2.469     |
| [[Archivo:\|20x20px\|border\|Bandera de Latacunga]] Latacunga | Mulaló                 | 9.101     |
| [[Archivo:\|20x20px\|border\|Bandera de Latacunga]] Latacunga | Poaló                  | 4.960     |
| [[Archivo:\|20x20px\|border\|Bandera de Latacunga]] Latacunga | San Juan de Pastocalle | 14.884    |
| [[Archivo:\|20x20px\|border\|Bandera de Latacunga]] Latacunga | Tanicuchí              | 15.509    |
| [[Archivo:\|20x20px\|border\|Bandera de Latacunga]] Latacunga | Toacazo                | 11.037    |
| Pujilí                                                        | Pujilí                 | 42.614    |
| Pujilí                                                        | La Victoria            | 3.561     |
| Pujilí                                                        | Guangaje               | 4.113     |
| Salcedo                                                       | San Miguel             | 39.101    |
| Salcedo                                                       | Antonio José Holguín   | 3.431     |
| Salcedo                                                       | Cusubamba              | 5.949     |
| Salcedo                                                       | Mulalillo              | 7.254     |
| Salcedo                                                       | Mulliquindil           | 7.632     |
| Salcedo                                                       | Panzaleo               | 4.126     |
| Saquisilí                                                     | Saquisilí              | 16.163    |
| Saquisilí                                                     | Canchagua              | 3.510     |
| Saquisilí                                                     | Chantilín              | 2.129     |
| Saquisilí                                                     | Cochapamba             | 2.554     |
| Conurbación de Latacunga                                      |                        | 359.398   |

## Economía
Las cuatro ciudades que encabezan esta conurbaciòn y sus parroquias de influencia constituyen un polo de desarrollo conjunto en el Ecuador, debido a que cuentan con casi todos los modos de producción, es así como esta conurbación está rodeada de grandes y productivas zonas agrícolas y ganaderas como también de industrias. Dentro del área conurbada de LGL propiamente dicha se desarrollan todo tipo de actividades urbanas, tales como administrativas, educativas, deportivas, comerciales, financieras, turísticas, industriales y de servicios, incluso cuenta con un aeropuerto internacional. LGL cuenta con dos terminales terrestres uno en Latacunga y uno en Salcedo, con medios de transporte terrestre interno y externo lo que permite mantener a las parroquias comunicadas entre sí y conectadas con el resto del país debido a su ubicación central en el mismo. En lo deportivo, LGL cuenta con tres estadios de fútbol profesional calificados, uno en Latacunga, uno en Salcedo, y uno en Pujili. Todos los recursos naturales, humanos y de infraestructura que posee LGL la convierten en una de las conurbaciones más completas y con más potencial de la república de Ecuador.